# Bledar Hajdini
Bledar Hajdini (født 19. juni 1995) er en fodboldspiller som spiller for Kosovos fodboldlandshold. Han spiller også for det Kosovo-albanske fodboldhold Trepca 89. Trepca 89 ligger i Kosovos bedste liga, Vala Superliga e Kosovës.